# Sobekhotep VI.
Kahotepre Sobekhotep VI., znan tudi kot Sobekhotep V., je bil faraon Trinajste egipčanske dinastije, ki je vladala v drugem vmesnem obdobju Egipta. Egiptolog Kim Ryholt ga šteje za 31. vladarja dinastije, medtem ko je Darrell Baker prepričan, da je bil 30.  Jürgen von Beckerath in  Detlef Franke v njem vidita 25. vladarja te dinastije.

## Prepoznavanje
Do Ryholtove študije o drugem vmesnem obdobju Egipta je veljalo, da je bil Sobekhotepov priimek Merhotepre. Ryholt je po ponovnem pregledu arheoloških dokazov ugotovil, da je bil Merhotepre priimek Sobekhotepa V., priimek Sobekhotepa VI. pa Kahotepre. Skladno s priimkoma sta se zato faraona v starejših študijah štela za Sobekhotepa VI. in Sobekhotepa V.

## Dokazi
Na Torinskem seznamu kraljev je Kahotepre Sobekhhotep VI. zapisan kot naslednik Sobekhotepa IV. Napaka je posledica manjkajoče vrstice pod Sobekhotepom IV. zaradi poškodovanega papirusa. Sobekhotepu VI. se pripisuje 4 leta 8 mesecev in 29 dni vladanja, ki ji Ryholt umešča v obdobje od 1719 do 1715 pr. n. št. Kljub tej relativno dolgi vladavini za to obdobje je z njim povezanih zelo malo neposrednih dokazov. Mednje spadata skarabejski pečatnik iz Abidosa in kipec klečečega faraona, morda iz Kerme. Med predmete neznanega porekla spada šest skarabejskih pečatnikov, valjast pečatnik in odtis valjastega pečatnika. V grobnici v Jerihu so našli tudi skarabeja imenom Sobehhotepa VI., ki bi lahko bil dokaz trgovskih stikov Egipta in Levanta.

## Družina
Oče Sobekhotepa VI. je bil morda Sobekhotep IV., najbolje dokazan faraon celega drugega vmesnega obdobja Egipta. Hipoteza temelji na napisu v Vadi el-Hudiju, ki dokazuje, da se je sin Sobekhotepa IV. imenoval Sobekhotep. Čej bil slednji res Sobekhotep VI., je bila njegova mati morda Tjan, žena Sobekhotepa IV. Kraljica Sobekhotepa VI. se je imenovala Kaenub (ali Kaesnebu) ali Nubhotepi.